# アメリカ合衆国議会地下鉄
アメリカ合衆国議会地下鉄（アメリカがっしゅうこくぎかいちかてつ、英語: United States Capitol Subway System）は、アメリカ合衆国の首都・ワシントンD.C.にある連邦議会議事堂と上下両院の議員会館とを結ぶ地下鉄。
この地下鉄の利用者は、議員・議会関係者・職員などに限られており、料金は無料である。全長1km未満。

## 概要
三つの路線を有しており、議事堂と上院議員会館を結ぶ二つの路線（議会議事堂～ラッセル会館（英語: Russell Senate Office Building）/議会議事堂～ハート会館（英語: Hart Senate Office Building）～ダークソン会館（英語: Dirksen Senate Office Building））と議事堂と下院議員会館を結ぶ路線（議会議事堂～レイバーン会館（英語: Rayburn House Office Building））がある。
1909年3月7日に議会議事堂～ラッセル会館間が開通して以降、1954年には、議会議事堂～ダークソン会館間が開通し、議事堂と三つの上院議員会館が地下鉄で結ばれた。また、1965年には、議会議事堂とレイバーン会館間に新線が開通し、下院議員会館とも地下鉄で結ばれることとなった。
なお、この地下鉄では1947年にジョン・ブリッカー上院議員が元警官に発砲される事件が起きている。

## ギャラリー

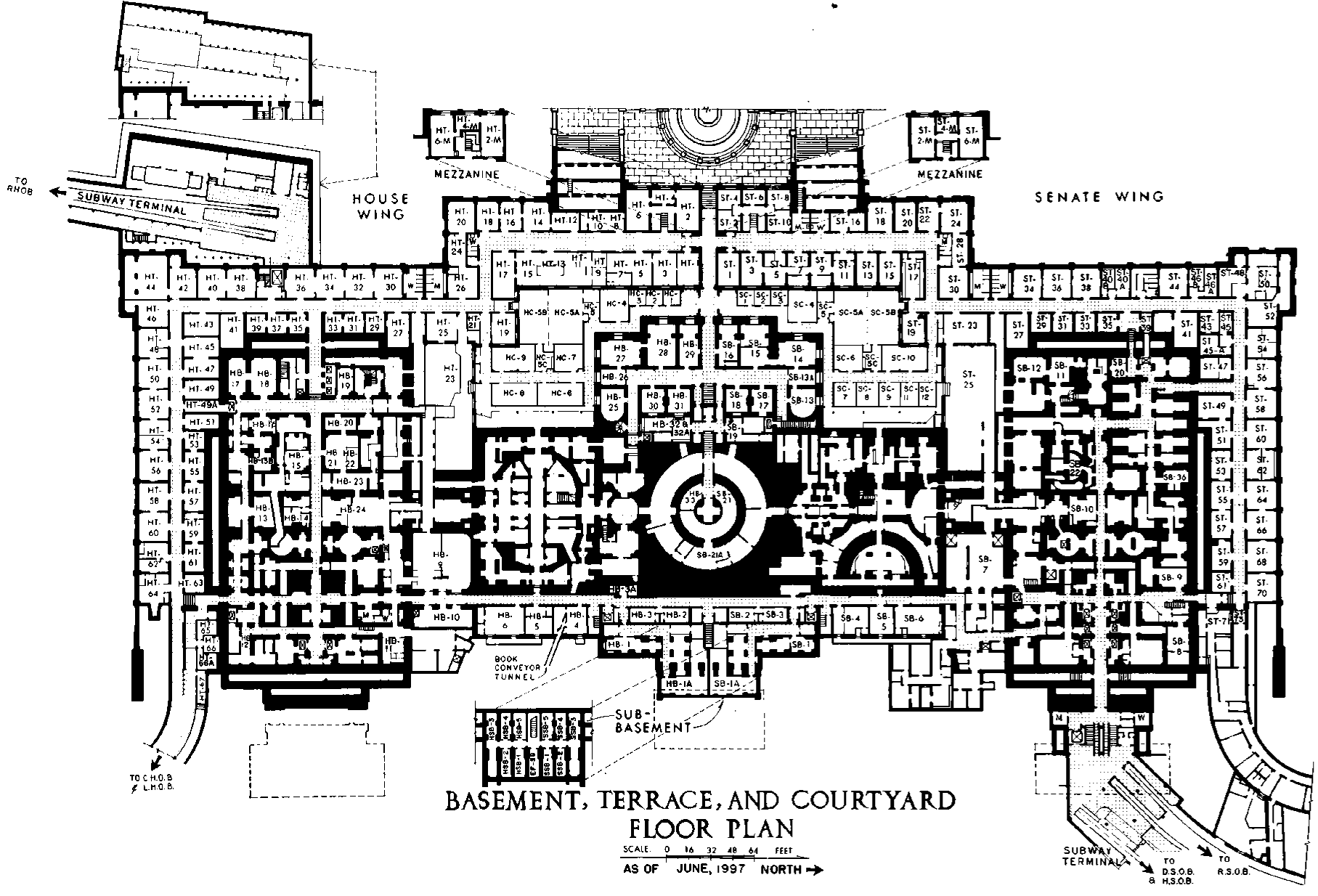
議事堂地下平面図(1997年)：上院と下院に乗降場がある
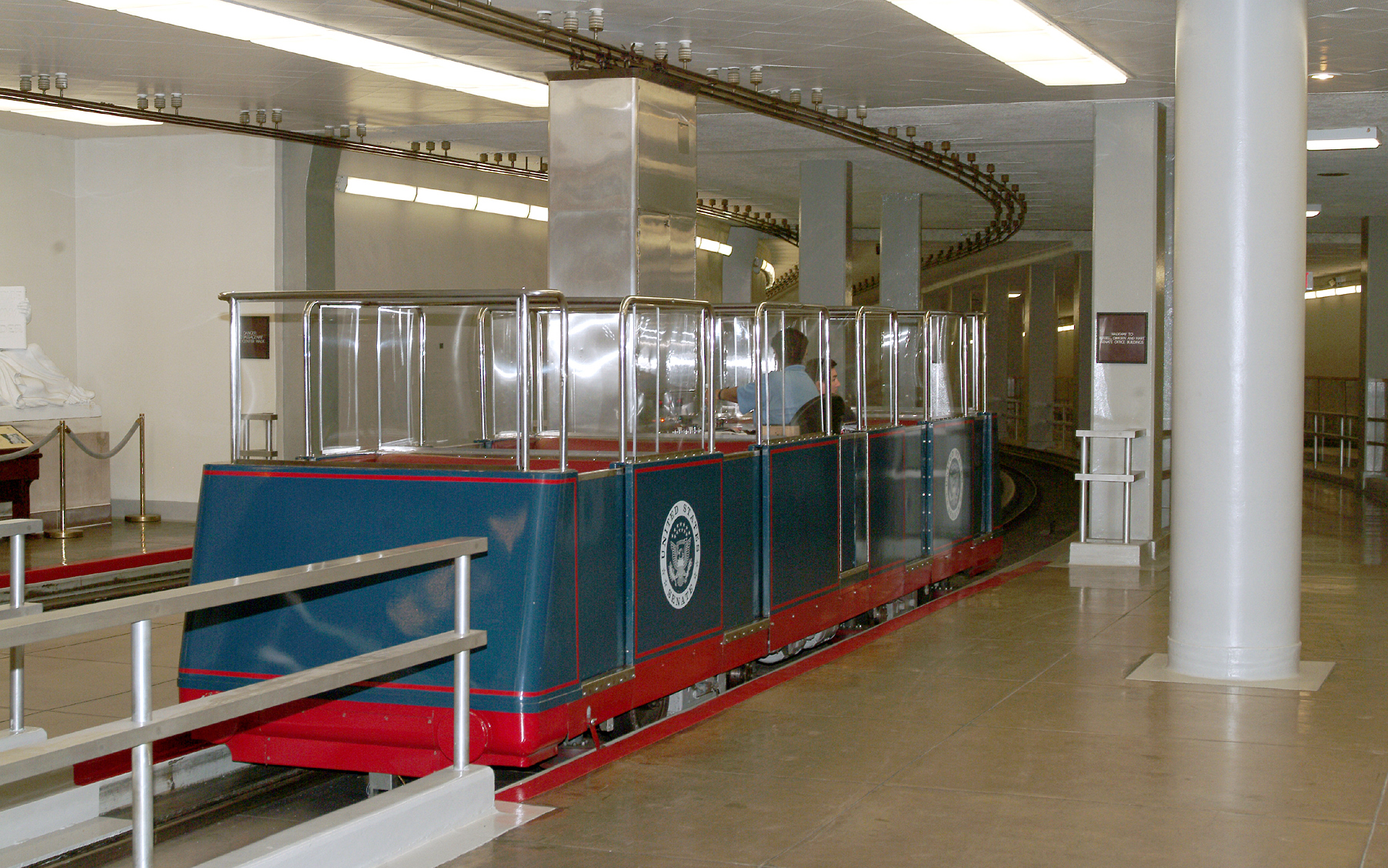
議会議事堂～ダークソン会館間の議会地下鉄
- ラッセル会館向け議会地下鉄